# Kabbathi, Hassan
Kabbathi là một làng thuộc tehsil Hassan, huyện Hassan, bang Karnataka, Ấn Độ.